# Michael Maar
Michael Maar (* 17. Juli 1960 in Stuttgart) ist ein deutscher Germanist, Schriftsteller und Literaturkritiker.

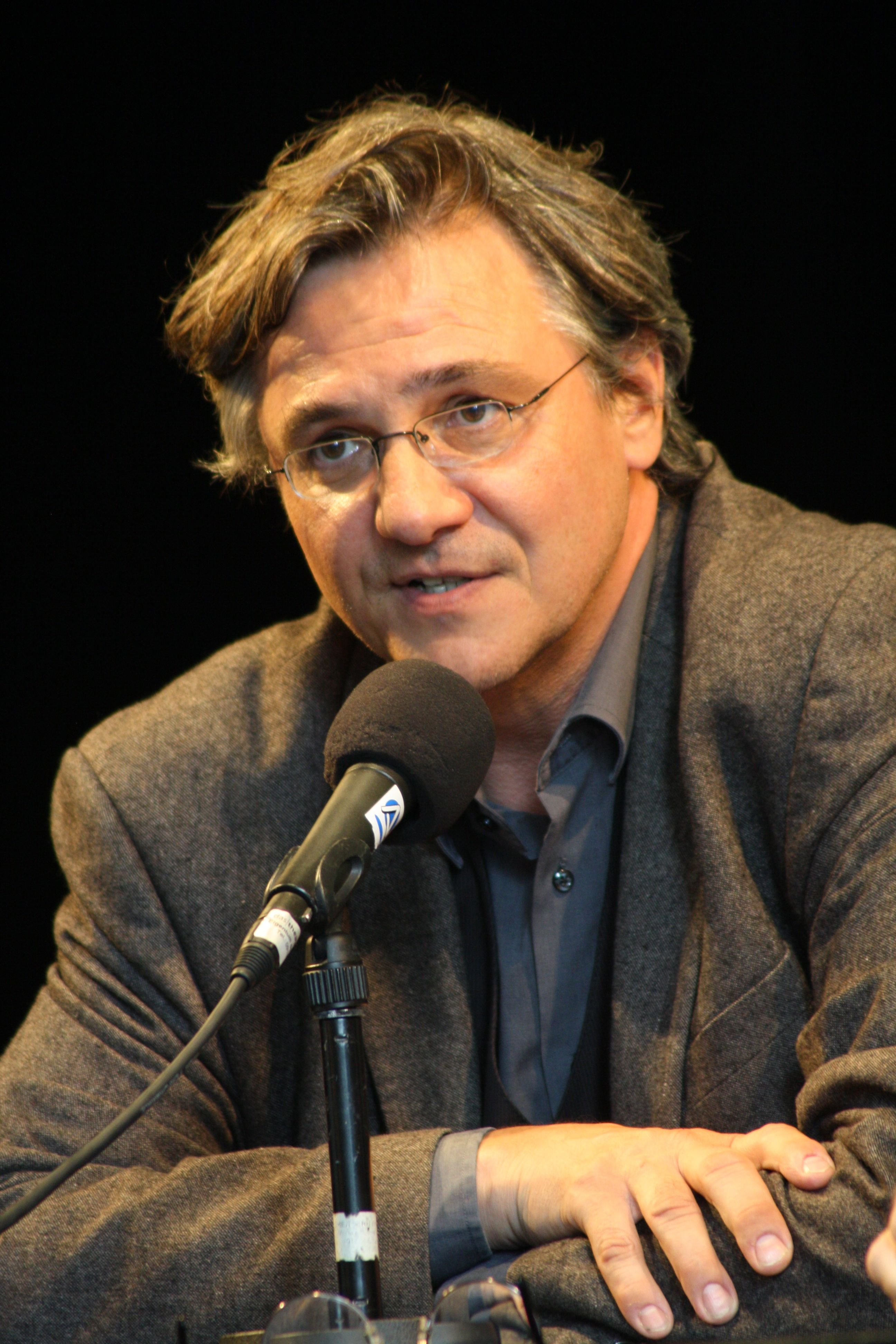
Michael Maar auf dem Erlanger Poetenfest 2012

## Leben
Er ist der Sohn von Paul Maar und Nele Maar, geb. Ballhaus. Maar studierte Germanistik und Psychologie an der Otto-Friedrich-Universität Bamberg. 
Für seine Dissertation über Thomas Mann (siehe auch Geister und Kunst, 1995) wurde er 1995 mit dem Johann-Heinrich-Merck-Preis der Deutschen Akademie für Sprache und Dichtung ausgezeichnet, der er seit 2002 selbst angehört. Von 1997 bis 1998 war er Fellow des Wissenschaftskollegs zu Berlin, im Frühjahr 2002 Gastprofessor an der Stanford University in Kalifornien und von 2005 bis 2006 Fellow der Carl Friedrich von Siemens Stiftung. 
Im Jahr 2008 wurde er in die Bayerische Akademie der Schönen Künste aufgenommen. Von 2011 bis 2012 war er Fellow des Internationalen Kollegs Morphomata an der Universität zu Köln. Er ist Mitgründer des PEN Berlin.
Seit 1990 hat er regelmäßige literaturkritische Veröffentlichungen in den deutschsprachigen Feuilletons. Seine Literaturkritiken setzen sich vor allem mit den Klassikern der Moderne auseinander.
Er hat zwei Kinder und lebt in Berlin.

## Bibliographie (Auswahl)
- Bild und Text: literarische Texte im Unterricht. Goethe-Institut, München, Ref. 42, Arbeitsstelle für Wiss. Didaktik. Hrsg. von Michael und Paul Maar. Lernhinweise von Jutta Weisz. 1988
- Geister und Kunst. Neuigkeiten aus dem Zauberberg. 1995
- Die Feuer- und die Wasserprobe. Essays zur Literatur. 1997
- Die falsche Madeleine. Essays. 1999
- Randgedanken über Gegenfüßler. In: Jorge Luis Borges zum Hundertsten. Akzente, Hg. Michael Krüger, H. 4, Carl Hanser, München 1999 ISBN 3446232192 ISSN 0002-3957 S. 294–298[3]
- Marcel Proust. Zwischen Belle Époque und Moderne. (Herausgeber und Kommentator) 1999
- Das Blaubartzimmer. Thomas Mann und die Schuld. 2000 (Übers. ins Englische: Bluebeard’s Chamber. Guilt and Confession in Thomas Mann. London 2003)
- Warum Nabokov Harry Potter gemocht hätte. 2002, ISBN 3-8270-0454-3[4]
- Die Glühbirne der Etrusker. Essays und Marginalien. 2003
- Lolita und der deutsche Leutnant. Essay. 2005
- Leoparden im Tempel. Zu H. C. Andersen, Borges, Elias Canetti, G. K. Chesterton, Kafka, Lampedusa, Thomas Mann, Robert Musil, Nabokov, Powell, Proust, Virginia Woolf. Berenberg, Berlin 2007, ISBN 978-3-937834-20-7.

Neuausgabe: Leoparden im Tempel – Portraits großer Schriftsteller. Rowohlt Verlag, Hamburg 2024, ISBN 978-3-498-00398-2.
- Solus Rex. Die schöne böse Welt des Vladimir Nabokov. 2007
- Hilfe für die Hufflepuffs. Kleines Handbuch zu Harry Potter. 2008, ISBN 978-3-446-23020-0
- Proust Pharao. Berenberg, Berlin 2009, ISBN 978-3-937834-34-4.
- Hexengewisper. Warum Märchen unsterblich sind. Berenberg, Berlin 2012, ISBN 978-3937834535
- Die Betrogenen. Roman. C. H. Beck, München 2012
- Heute bedeckt und kühl. Große Tagebücher von Samuel Pepys bis Virginia Woolf. C. H. Beck, München 2013
- Tamburinis Buckel. Meister von Heute. Reden und Rezensionen. C. H. Beck, München 2014
- Die Schlange im Wolfspelz – Das Geheimnis großer Literatur. Rowohlt Verlag, Hamburg 2020, ISBN 978-3-498-00140-7.
- Fliegenpapier. Vermischte Notizen. Rowohlt Verlag, Hamburg 2022, ISBN 978-3-498-00290-9.
- Das violette Hündchen. Große Literatur im Detail. Rowohlt Verlag, Hamburg 2025, ISBN 978-3-498-00291-6.

## Auszeichnungen
- Johann-Heinrich-Merck-Preis (1995)
- Ernst-Robert-Curtius-Preis (Förderpreis 1995)
- Essay-Stipendium der Stiftung Niedersachsen (1998)
- Lessing-Preis für Kritik (Förderpreis 2000)
- Essay-Stipendium Baden-Württemberg (2001)
- Arbeitsstipendium des Berliner Senats (2009)
- Heinrich-Mann-Preis (2010)
- Werkstipendium des Deutschen Literaturfonds (2016/2017)
- Werner-Bergengruen-Preis (2021)